# 穆罕默德·萨利姆·巴桑杜
穆罕默德·萨利姆·巴桑杜（阿拉伯语：‎，拉丁转写：Mohammed Salim Basindawa，1935年4月4日—），也门政治人物。2011年12月10日至2014年10月12日担任也门总理。

## 生平
穆罕默德·萨利姆·巴桑杜生于也门南部城市亚丁。1993年至1994年，担任外交部长。
2013年8月31日，他逃离了一次暗杀行动。